# Шенкл, Дэвид
Дэвид Шенкл — гитарист рок-группы David Shankle Group и бывший гитарист группы Manowar. Дэвид — профессиональный гитарист, с классическим музыкальным образованием.
Сегодня он возглавляет свою собственную группу, David Shankle Group. В 2009 году Дин выпустил свою фирменную модель гитары.  Эта гитара представляет собой семиструнную модель с 29 ладами, звукоснимателями EMG, настраиваемым активным эквалайзером, также сделанным EMG, и системой тремоло Kahler. 